# Upplands runinskrifter 1042
Upplands runinskrifter 1042 är ett vikingatida runstensfragment av blågrå grovkornig granit i Källbo, Lugnet, Tensta socken och Uppsala kommun. Runstensfragmentet är 1,32 meter högt och 1,83 meter brett. Runhöjden är ungefär 9 centimeter. Övre delen av stenen är bortsprängd. Erik Brate antog att ristningen är utförd av både Kjule och Osniken, där Osniken varit medhjälpare. Osniken kan också vara ett tillnamn till Kjule.

## Inskriften
Translitterering av runraden:
rikatr ' lit r[e]sa ' st[en yftʀ · biur · faþu sn ouk mþur  sifriþ · usnikin] ' kuli risti ' run
Normalisering till runsvenska:
ʀikhvatr let ræisa stæin æftiʀ Biorn/Biur, faður sinn, ok moður [sina] Sigrið. Osnikinn. Kiuli(?) risti runaʀ.
Översättning till nusvenska:
Rikvat lät resa stenen till minne av Björn, sin fader, ocli sin moder Sigrid. Osniken. Kjule(?) ristade runorna.